# نهر بادام
نهر بادام (بالإنجليزية: Badam River)‏ هو أحد أنهار جمهورية كازاخستان.